# 芒格劳尔
芒格劳尔（Manglaur），是印度北阿坎德邦Hardwar县的一个城镇。总人口42782（2001年）。

## 人口
该地2001年总人口42782人，其中男性22600人，女性20182人；0—6岁人口8189人，其中男4186人，女4003人；识字率36.57%，其中男性为42.81%，女性为29.59%。